# فرانتیشک چرماک (ورزشکار تیراندازی)
فرانتیشِک چِرماک (به چکی: František Čermák) (زادهٔ ۲ دسامبر ۱۸۹۴ - تاریخ فوت نامعلوم) قهرمان تیراندازی اهل چکسلواکی بود. او در بازی‌های المپیک تابستانی ۱۹۲۴ و ۱۹۳۶ شرکت کرد.